# Найденко, Сергей Николаевич
Сергей Николаевич Найденко (укр. Сергій Миколайович Найденко; 10 февраля 1960, Первома́йск, Николаевская область — 19 августа 2015, Сумы) — советский и украинский футболист, выступавший на позиции защитника, детский тренер, арбитр. В советской высшей лиге сыграл восемь матчей. Победитель юниорского турнира УЕФА 1978 года. Мастер спорта СССР (1979).

## Биография

### Клубная карьера
Начинал заниматься футболом в Первомайске, первый тренер — Леонид Григорьевич Кривицкий. В дальнейшем занимался в спортинтернатах Киева и Ворошиловграда, тренер в Луганске — Вадим Дмитриевич Добижа. Чемпион СССР среди юношей 1977 года (обладатель «Кубка Юности»), победитель Молодежных игр СССР 1977 года.
В 1979 году включён в первый состав ворошиловградской «Зари», игравшей тогда в высшей лиге. Дебютировал в Кубке СССР 12 марта 1979 года в игре против кутаисского «Торпедо», а в чемпионате страны — 10 апреля 1979 года в матче с московским «Спартаком». До конца сезона принял участие в восьми матчах чемпионата, а его команда вылетела из высшей лиги. В следующих сезонах продолжал играть за «Зарю» в первой лиге.
В 1982 году был призван в армию, выступал сначала за дубль львовских «СКА-Карпат», а в сезоне 1983 — за киевский СКА. В составе киевлян стал победителем шестой зоны второй лиги и тем самым — чемпионом Украинской ССР среди команд второй лиги. В 1984 году выступал за николаевский «Судостроитель», а на следующий год играл в турнире КФК за «Сокол» (Ровеньки). В 1986 году вернулся в луганскую «Зарю» и с этой командой стал победителем зонального турнира второй лиги и чемпионом Украинской ССР. В 1987 году закончил карьеру на уровне команд мастеров.
В дальнейшем несколько лет выступал за команды из города Ровеньки в соревнованиях КФК, а также за любительские команды, игравшие на уровне чемпионатов областей.

### Карьера в сборной
В 1978 году в составе юношеской сборной СССР стал победителем юниорского турнира УЕФА (неофициального чемпионата Европы), в том числе выходил на поле в финальном матче.

### Тренерская карьера
С 1996 года работал тренером в СДЮШОР «Смена» города Сумы. С 2012 года до своей смерти входил в тренерский штаб клуба «Барса» (Сумы).
Был председателем городской федерации футбола и входил в состав исполкома областной федерации.

### Судейская карьера
В качестве судьи принял участие в более чем 200 официальных матчах чемпионата и Кубка Украины. Главным судьёй работал только на матчах низших дивизионов. В высшей лиге провёл 59 матчей в качестве линейного арбитра.

## Личная жизнь
Умер 19 августа 2015 года в Сумах на 56-м году жизни. Похоронен на Барановском кладбище.
Сын Сергей (род. 1984) тоже был футболистом, сыграл несколько матчей в первой и второй лиге за команды Сум.

## Достижения
- Победитель юниорского турнира УЕФА: 1978
- Чемпион Украинской ССР среди команд второй лиги: 1983, 1986
- В списке лучших футболистов Украинской ССР: № 2 (1983)